# Perissopus dentatus
Perissopus dentatus är en kräftdjursart som beskrevs av Japetus Steenstrup och Christian Frederik Lütken 1861. Perissopus dentatus ingår i släktet Perissopus och familjen Pandaridae. Inga underarter finns listade i Catalogue of Life.